# Arawacus leucogyna
Arawacus leucogyna is een vlinder uit de familie van de Lycaenidae. De wetenschappelijke naam van de soort werd als Pseudolycaena leucogyna in 1865 gepubliceerd door Felder & Felder.

## Synoniemen
- Thecla phaea Godman & Salvin, 1887